# Floronia
Floronia là một chi nhện trong họ Linyphiidae.